# Jean Avis Loysel
Pour les autres membres de la famille, voir Famille Loysel.
Jean Avis Loysel est un médecin et astrologue français du XVe siècle et du XVIe siècle.

## Biographie
Natif de Beauvais, fils de Pierre Loisel, seigneur du Prieuré d'Auneuil, maire de Beauvais (1569-1572), il suit ses études à l'université de Paris. Maître ès arts (1491), il est docteur en médecine de la Faculté de Paris. Recteur de l'Université de Paris en 1496, il devient régent de la Faculté de médecine de Paris en 1498 et doyen de la Faculté de médecine de Paris en 1504, 1505 et 1506.
Le roi le nomme en régale maître et administrateur de la Maladrerie Saint-Lazare de Beauvais de 1503 à 1519.
Loysel est médecin des boursiers du collège de Cluny.
Il est premier médecin du roi Louis XII, puis du roi François Ier.

## Sources
(août 2014).
- Ernest Wickersheimer, Danielle Jacquart, « Dictionnaire biographique des médecins en France au moyen âge: supplément, Volume 1 » (1979)
- Nicolas F.J. Eloy, « Dictionnaire historique de la médecine ancienne et moderne. Ou mémoires disposés en ordre alphabétique pour servir à l'histoire de cette science, et a celle des médecins, anatomistes, botanistes, chirurgiens et chymistes de toutes Nations: L - P, Volume 3 » (1778)
- S. de Beaufort, Une famille de lieutenants généraux du bailliage de Senlis aux XVIe et XVIIe siècles, les Loysel, Comité archéologique de Senlis, 1899